# Pareurystomina flagellicaudata
Pareurystomina flagellicaudata är en rundmaskart. Pareurystomina flagellicaudata ingår i släktet Pareurystomina, och familjen Enchelidiidae. Arten är reproducerande i Sverige.